# غاسبار جالفيز بيرغوس
غاسبار جالفيز بيرغوس (بالإسبانية: Gaspar Gálvez) هو لاعب كرة قدم إسباني، ولد في 7 يوليو 1979 في قرطبة في إسبانيا. شارك مع منتخب إسبانيا تحت 18 سنة لكرة القدم ومنتخب إسبانيا تحت 21 سنة لكرة القدم. أما مع النوادي، فقد لعب مع أتلتيكو مدريد ب وأتلتيكو مدريد وديبورتيفو ألافيس وريال أوفييدو وريال بلد الوليد ونادي ألباسيتي ونادي قرطبة ونادي ميرانديس ونادي هويسكا.

## وصلات خارجية
- غاسبار جالفيز بيرغوس على موقع قاعدة بيانات كرة القدم.إي يو (الإنجليزية)
- غاسبار جالفيز بيرغوس على موقع Soccerway.com (الإنجليزية)
- غاسبار جالفيز بيرغوس على موقع عالم كرة القدم.نت (الإنجليزية)
- غاسبار جالفيز بيرغوس على موقع AS.com (الإسبانية)